# Sapiranga (ort)
Sapiranga är en ort i Brasilien.   Den ligger i kommunen Sapiranga och delstaten Rio Grande do Sul, i den södra delen av landet, 1 600 km söder om huvudstaden Brasília. Sapiranga ligger 36 meter över havet och antalet invånare är 76 051.
Terrängen runt Sapiranga är platt åt sydost, men åt nordväst är den kuperad. Runt Sapiranga är det ganska tätbefolkat, med 185 invånare per kvadratkilometer.. Närmaste större samhälle är Novo Hamburgo, 12,7 km väster om Sapiranga.
Runt Sapiranga är det i huvudsak tätbebyggt.